# Carlos Chinin
Carlos Eduardo Bezerra Chinin (ur. 3 maja 1985 w São Paulo) – brazylijski lekkoatleta specjalizujący się w wielobojach.
Międzynarodową karierę rozpoczął zajęciem czwartego miejsca na mistrzostwach Ameryki Południowej w Cali. Rok później, na tej samej imprezie, sięgnął po złoto. Brązowy medalista igrzysk panamerykańskich i uniwersjady w 2007. Nie ukończył zmagań dziesięcioboistów podczas mistrzostw świata w Osace (2007) i igrzysk olimpijskich w Pekinie (2008). W 2009 zdobył swoje drugie złoto mistrzostw Ameryki Południowej. Szósty zawodnik mistrzostw świata w Moskwie (2013).
Złoty medalista mistrzostw Brazylii.
Rekordy życiowe: siedmiobój (hala) – 5951 pkt. (8 lutego 2014, Tallinn) były rekord Ameryki Południowej; dziesięciobój – 8393 pkt. (8 czerwca 2013, São Paulo) rekord Ameryki Południowej.

## Osiągnięcia
| Rok  | Impreza                              | Miejsce        | Konkurencja   | Lokata     | Wynik     |
| ---- | ------------------------------------ | -------------- | ------------- | ---------- | --------- |
| 2005 | Mistrzostwa Ameryki Południowej      | Cali           | dziesięciobój | 4. miejsce | 7307 pkt. |
| 2006 | Mistrzostwa Ameryki Południowej      | Tunja          | dziesięciobój | 1. miejsce | 7208 pkt. |
| 2006 | Młodzieżowe mistrzostwa Ameryki Płd. | Buenos Aires   | dziesięciobój | 1. miejsce | 7253 pkt. |
| 2007 | Igrzyska panamerykańskie             | Rio de Janeiro | dziesięciobój | 3. miejsce | 7977 pkt. |
| 2007 | Uniwersjada                          | Bangkok        | dziesięciobój | 3. miejsce | 7920 pkt. |
| 2007 | Mistrzostwa świata                   | Osaka          | dziesięciobój | –          | DNF       |
| 2008 | Igrzyska olimpijskie                 | Pekin          | dziesięciobój | –          | DNF       |
| 2009 | Mistrzostwa Ameryki Południowej      | Lima           | dziesięciobój | 1. miejsce | 7474 pkt. |
| 2013 | Mistrzostwa świata                   | Moskwa         | dziesięciobój | 6. miejsce | 8388 pkt. |